# 보험가액
보험가액은 피보험이익의 금전적 평가액을 뜻한다.

## 참고 문헌
- 이기수∙최병규∙김인현, 『보험∙해상법』, 박영사, 2008. ISBN 9788910515210